# 許廓
許廓（1377年—1432年），字文超，河南開封府許州襄城縣人，明朝政治人物。

## 生平
建文元年（1399年）己卯科河南鄉試舉人，永樂五年（1407年）授錦衣衛經歷，同年升工科給事中，遷鴻臚寺左寺丞，十年（1412年）升工部右侍郎，十二年（1414年）朱棣北征時負責督餉，十三年（1415年）提督神木廠，建造北京城，竣工後特賜宴勞，洪熙元年（1425年）升工部左侍郎，宣德五年（1430年）二月巡撫河南，賑濟饑荒，期間復業者數萬戶，同年十二月升兵部尚書，七年（1432年）七月卒於任，享年五十六歲。